# Roberto Hodge
Roberto Hodge Rivera (La Serena, 30 luglio 1944 – Santiago del Cile, 1985) è stato un calciatore cileno, di ruolo centrocampista.